# Анципович Клавдія Сазонтівна
Клавдія Сазонтівна Анципович (31 січня 1926, Шостка, нині Сумської області — 2010) — українська радянська державна діячка, бригадир лабораторії звукотехнічних плівок Шосткинського хімічного комбінату Сумської області. Депутат Верховної Ради УРСР 8—9-го скликань.

## Біографія
Народилася в родині робітників. Освіта середня спеціальна. 1949 року закінчила технікум.
У 1949—1970 роках — препаратниця, майстер, старший лаборант, бригадир цеху Шосткинського хімічного комбінату Сумської області.
З 1970 до 1991 року — бригадир лабораторії контролю і випробувань звукотехнічних плівок Шосткинського хімічного комбінату (виробничого об'єднання «Свема») імені 50-річчя СРСР Сумської області.
Потім — на пенсії в місті Шостці Сумської області.

## Нагороди
- орден «Знак Пошани» (1966)
- медалі